# Magic Beyond Words
Magic Beyond Words: The J.K. Rowling Story (en español: Magia más allá de las palabras) es una película estadounidense para televisión de 2011 sobre la vida de la escritora de Harry Potter, J. K. Rowling. El papel principal es interpretado por Poppy Montgomery.

## Sinopsis
La película relata la historia de la creadora de Harry Potter: su vida desde los años noventa, el divorcio con su esposo Jorge Arantes en 1995 y las difíciles pruebas que debió sortear la escritora.

## Reparto
| Personaje             | Actor original               | Actor de doblaje      | Actor de doblaje   |
| Personaje             | Actor original               | Colombia              | México             |
| --------------------- | ---------------------------- | --------------------- | ------------------ |
| Joanne "J.K." Rowling | Poppy Montgomery             | Dilma Gómez           | Cristina Hernández |
| Joanne "J.K." Rowling | Madison Desjarlais (17 años) | Dilma Gómez           |                    |
| Joanne "J.K." Rowling | Aislyn Watson (8 años)       | Liza Fernanda Vanegas |                    |
| Diane Rowling         | Emily Holmes                 | Rocío Bermúdez        | Liliana Barba      |
| George                | Antonio Cupo                 | Adrián Munévar        |                    |
| Anne Rowling          | Janet Kidder                 | Tirza Pacheco         |                    |
| Pete Rowling          | Paul McGillion               | John Grey             |                    |
| Christopher           | Andy Maton                   | Rafael Gómez          |                    |
| Aine                  | Marie West                   | Mónica Valencia       |                    |
| Sean Harris           | Wesley MacInnes              | Andrés Palacio        |                    |
| Señora Morgan         | Patti Allan                  | Nancy Cardozo         |                    |
| Profesor Nettleship   | Andrew Kavadas               | Harold Leal           |                    |
| Recepcionista         | Beatrice King                | Nathalia Gutiérrez    |                    |
| Textos                | N/D                          | Gonzalo Rojas         |                    |

## Estrenos
- En EE. UU. se estrenó el 18 de julio de 2011.
- En Latinoamérica se estrenó en diciembre del mismo año en el canal Studio Universal.[1]